# Jupânești
Jupânești è un comune della Romania di 2378 abitanti, ubicato nel distretto di Gorj, nella regione storica dell'Oltenia.
Il comune è formato dall'unione di 5 villaggi: Boia, Jupânești, Pârâu Boia, Vidin, Vierșani.